# Serbuan maut 2: Berandal
The Raid 2: Berandal (bra Operação Invasão 2) é um filme indoneso-estadunidense de 2014, dos gêneros artes marciais e ação, roteirizado, dirigido e editado pelo cineasta britânico Gareth Evans.